# Барна да Сиена

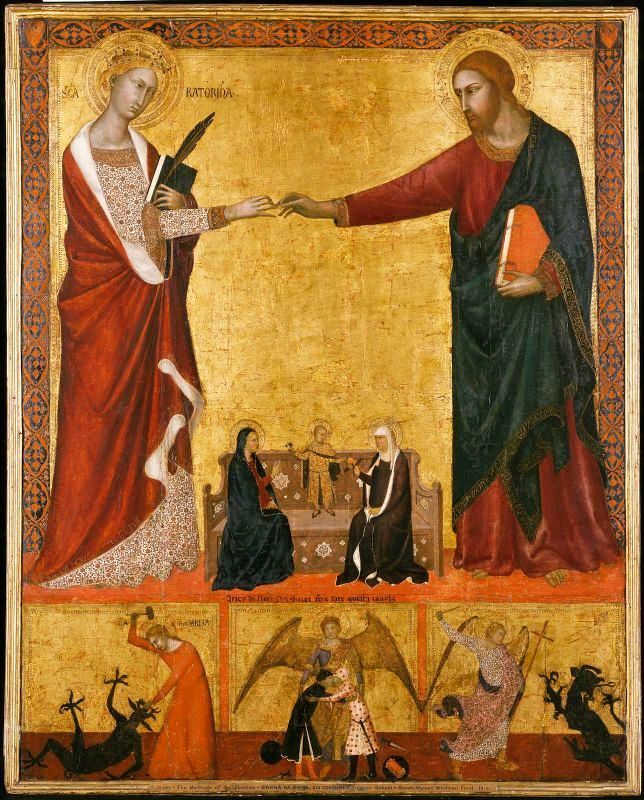
Барна да Сиена. «Мистическое обручение св. Екатерины». ок. 1340 г. Бостон, Музей изящных искусств.

Барна да Сиена, Берна да Сиена (итал. Barna da Siena) — итальянский художник, работавший в середине XIV века.

Барна да Сиена. «Христос, несущий крест». 1330—1350 гг. Нью-Йорк, коллекция Фрик

Ему посвящена отдельная глава в первом томе «Жизнеописаний наиболее знаменитых живописцев» Джорджо Вазари. Вазари приписывает его кисти ряд произведений, в частности фресковые росписи в церкви Колледжата в Сан-Джиминьяно, и описывает его драматическую смерть в расцвете лет — Барна, якобы, упал с подмостьев во время росписи храма и скончался «по прошествии двух дней, к большому ущербу для искусства». Вазари пишет: «Работал Берна-сиенец около 1381 года». Некоторые искусствоведы старались отождествить этого героя Вазари с Берной Бертини, упоминаемым в документах в 1348 году. Однако согласно последним исследованиям, Барны, возможно, не существовало вообще, а те произведения, которые ему приписал Вазари и ряд более поздних исследователей, являются продуктом разных анонимных авторов. Фресковые росписи в церкви Колледжата в Сан-Джиминьяно согласно новым данным относятся к 1330-м годам, а не к 1380-м, а авторами их считают мастеров из артели Симоне Мартини, которые работали там под руководством Липпо Мемми. Однако некоторые произведения в разных музеях по традиции несут имя Барны. Достаточно посмотреть на них, чтобы ощутить их связь с сиенской школой.
Барна да Сиена приписывается фреска «Прогуливающаяся Мадонна» в церкви Сан-Пьетро-ин-Форлиано в Сан-Джиминьяно.